# Bonmont
Bonmont ist eine ehemalige Zisterzienserabtei in der Gemeinde Chéserex, im Distrikt Nyon des Kantons Waadt in der Schweiz. Der Weiler liegt auf 597 m ü. M., am Südostfuss der La Dôle, 7 km westnordwestlich von Nyon (Luftlinie). Heute befinden sich die ehemalige Abteikirche und das Schloss inmitten eines Golfplatzes.

## Geschichte
Das genaue Gründungsdatum des Klosters Bonmont ist unbekannt, es kann auf die Zeit zwischen 1110 und 1120 eingegrenzt werden. Die erste Erwähnung datiert auf das Jahr 1123 unter dem Namen de bonomonte. Die Mönchsgemeinschaft lebte zunächst nach den Regeln der Benediktiner und erhielt von den Herren von Divonne und von Gingins reiche Schenkungen. Mit dem Besuch von Bernhard von Clairvaux 1131 übernahm das Kloster die Regeln des Zisterzienserordens und wurde damit die erste Zisterzienserabtei der (heutigen) Schweiz. In der zweiten Hälfte des 12. Jahrhunderts wurde die Abteikirche erbaut. Im Mittelalter erlebte die Abtei Bonmont eine Blütezeit und wurde im 13. Jahrhundert unter dem Schutz des Hauses Savoyen zu einem der reichsten Klöster im Genferseeraum mit grossem Grundbesitz zwischen dem Seeufer und dem Jurafuss sowie zwischen Coppet und Aubonne.
Mit der Eroberung der Waadt durch Bern im Jahr 1536 wurde das Kloster säkularisiert. In der Folge wurden die Abteigebäude teils abgerissen, teils wurden sie zu Landwirtschaftsgebäuden umfunktioniert. Die Abteikirche diente fortan profanen Zwecken, nämlich als Weinlager, Kornspeicher, Käserei und Bäckerei. In der Berner Zeit von 1536 bis 1798 wurde für die Verwaltung der säkularisierten Klostergüter ein Gubernator ernannt, der Gerichtsrechte besass, aber der Hohen Gerichtsbarkeit des Vogtes von Nyon unterstand. 1711 wurde Bonmont von der Vogtei Nyon abgetrennt und zu einer eigenen Vogtei erhoben, die allerdings die kleinste der 16 welschbernischen Vogteien war. Zur Vogtei Bonmont gehörten La Rippe, Chéserex und Gingins sowie die eine Exklave bildenden Bogis-Bossey und Chavannes-de-Bogis. Nach der Gründung der Helvetischen Republik 1798 kamen die Gemeinden der Vogtei Bonmont 1798 an den Bezirk Nyon im Kanton Léman, der 1803 mit der Inkraftsetzung der Mediationsverfassung im Kanton Waadt aufging.
Bonmont wurde 1798 in den Staatsbesitz überführt, 1802 wieder privatisiert. Die Abteikirche verdankt ihr Bestehen wahrscheinlich der profanen Nutzung vom 16. bis zum 20. Jahrhundert. Diese bewahrte die Kirche vor dem Verfall oder Abriss. Seit 1942 steht die ehemalige Abteikirche unter Denkmalschutz. Sie gelangte 1982 in den Besitz des Kantons und wurde anschliessend bis 1995 restauriert.

## Bauten
Von der ehemaligen Abtei Notre-Dame de Bonmont ist nur die Abteikirche Sainte-Marie erhalten, die Konventsgebäude existieren nicht mehr. Mit dem anfänglich gemäss den Vorschriften der Zisterzienser schlicht gehaltenen Kirchenbau wurde vermutlich um 1131 begonnen. Der Bauabschluss erfolgte kurz vor 1200. Die Architektur zeigt einen Übergang von romanischen zu gotischen Stilformen. Ab dem 14. Jahrhundert rückte man von der Strenge der zisterziensischen Regeln ab und begann mit der Ausschmückung der Kirche, um den damaligen Wohlstand der Abtei gegen aussen zu versinnbildlichen. Der Dachreiter wurde 1488 durch den massiven Vierungsturm ersetzt. Weitere Umgestaltungen wurden während der profanen Nutzung vollzogen.
An der Stelle des ehemaligen Klosterspitals südlich der Kirche wurde 1738 das Schloss Bonmont errichtet, das als Sitz des Vogtes von Bonmont diente und noch heute in Privatbesitz ist.